# Gypsy Abbott
Gypsy Abbott (født 31. januar 1896, død 25. juli 1952) var en amerikansk stumfilmsskuespillerinde. Hun blev gift med filminstruktøren Henry King og blev nogle gange krediteret som gypsie Abbott. Hun er begravet i grotteafdelingen på Holy Cross Cemetery i Culver City, Californien.

## Biblografi
- The Path of Sorrow (1913)
- Called Back (1914)
- The Key to Yesterday (1914)
- The Man Who Could Not Lose (1914)
- St. Elmo (1914)
- Who Pays? (1915)
- Beulah (1915)
- For the Commonwealth (1915)
- Letters Entangled (1915)
- The Fruit of Folly (1915)
- Vengeance Is Mine! (1916)
- For Ten Thousand Bucks (1916)
- Bungling Bill's Dress Suit (1916)
- Some Liars (1916)
- Her Luckless Scheme (1916)
- Going to the Dogs (1916)
- Rolling to Ruin (1916)
- Paste and Politics (1916)
- A Touch of High Life (1916)
- Her Painted Pedigree (1916)
- Bungling Bill's Bow-Wow (1916)
- Lost, Strayed or Stolen (1916)
- With or Without (1916)
- The Wicked City (1916)
- Shot in the Fracas (1916)
- Jealous Jolts (1916)
- A Lislebank(1917)
- A Circus Cyclone (1917)
- The Musical Marvel (1917)
- The Butcher's Nightmare (1917)
- A Studio Stampede (1917)
- His Bogus Boast (1917)
- When Ben Bolted (1917)
- Lorelei of the Sea (1917)